# Joseph A. Stargardt

Joseph A. Stargardt

 Joseph Abraham Stargardt (* 17. Juni 1822 in Märkisch Friedland; † 30. April 1885 in Berlin) war ein deutscher Verlagsbuchhändler und Antiquar. 

## Leben
Von 1838 bis 1844 arbeitete Joseph Stargardt in Berlin als Lehrling und Gehilfe bei A. Asher & Comp. und dann vom 1. April bis Ende September 1844 in der Buchhandlung von Carl Friedrich Amelang (1785–1856). Vom Oktober 1844 bis Ende des Jahres 1845 bildete er sich bei Albert Franck in Paris weiter und arbeitete dann ein Jahr beim Antiquar J. F. Lippert in Halle.
Im August 1847 hatte er sich in Berlin zur Erwerbung der Bürgerrechte angemeldet und wurde zum 8. Dezember zur Eidesleistung vorgeladen. Er weigerte sich jedoch, den Judeneid in der vorgeschriebenen Form zu leisten. Seine Bürgerrechts-Urkunde erhielt er so erst im Mai 1852.
Im September 1847 übernahm er gemeinsam mit seinem Kompagnon Paul Julius Reuter von Ernst Krigar die 1830 von Johann Carl Klage (1785–1850) gegründete Buch- und Musikalienhandlung (mit Ausnahme des gesamten Musikalienverlages, den Krigar schon früher an J. Guttentag, Trautweinsche Buchhandlung, verkauft hatte).
In der Zeit der Revolution von 1848/49 publizierten sie eine Reihe politischer Schriften, die sich im weitesten Sinne als demokratisch umschreiben lassen. Während Stargardt sich damals betont vorsichtig verhielt, war Reuter die treibende Kraft von Äußerungen demokratischen Bewusstseins, musste sich bald wegen Verbreitung demokratischer Literatur verantworten und ins Ausland fliehen. Stargardt konnte ihm das nie verzeihen.

Verlagskatalog von J. A. Stargardt, 1897. Gestaltet von Joseph Sattler

Nachdem Stargardt seit 1849 Alleinbesitzer geworden war, nahm die Firma ihre heutige Bezeichnung an. Unter Stargardts Leitung wurde sie das bedeutendste Antiquariat des 19. Jahrhunderts. Nach 30-jähriger Tätigkeit hatte sich ein bedeutendes Antiquariatslager entwickelt, von dem gegen 150 Lager- und Versteigerungskataloge herausgegeben wurden.
1885 verkaufte seine Witwe Mathilde geb. Lewinstein das Geschäft an Eugen Mecklenburg d. J. (1859–1925); noch heute befindet sich die vor allem auf dem Gebiet der Autographen weltweit marktführende Firma J.A. Stargardt im Besitz der Familie Mecklenburg.

## Werke
- Verzeichniss von Monographien und Gelegenheitsschriften zur Geschichte adeliger Geschlechter, zugleich ein Repertorium für Adelsgeschichte. 3 Bände, Rosenthal, Berlin 1865–1880.
  - Band 1, 1865 (Digitalisat)
  - Band 2, 1871 (Digitalisat)
  - Band 3, 1880 (Digitalisat)